# Cynthia Stevenson
Cynthia Stevenson (Oakland, 2 agosto 1962) è un'attrice statunitense.

## Biografia
Cynthia Stevenson nasce a Oakland il 2 agosto del 1962. Da bambina si sposta con la madre e il fratello Gregory a Vancouver, dove passa la sua infanzia. Inizia a studiare teatro al Conservatorio a San Francisco, per poi passare al cinema nel 1986.

### Vita privata
Vive a Los Angeles con suo marito, Tom Davies, sposato nel 1992, e suo figlio, Frank Huston Davies, nato il 29 gennaio 1997.

## Filmografia

### Cinema
- I protagonisti (The Player), regia di Robert Altman (1992)
- Watch It, regia di Tom Flynn (1993)
- Forget Paris, regia di Billy Crystal (1995)
- Live Nude Girls, regia di Julianna Lavin (1995)
- A casa per le vacanze (Home for the Holidays), regia di Jodie Foster (1996)
- Happiness - Felicità (Happiness), regia di Todd Solondz (1998)
- Air Bud 2 - Eroe a quattro zampe (Air Bud: Golden Receiver), regia di Richard Martin (1998)
- Air Bud 4 - Una zampata vincente (Air Bud: Seventh Inning Fetch), regia di Robert Vince (2002)
- Agente Cody Banks (Agent Cody Banks), regia di Harald Zwart (2003)
- Air Bud vince ancora (Air Bud: Spikes Back), regia di Mike Southon (2003)
- Agente Cody Banks 2 - Destinazione Londra (Agent Cody Banks 2: Destination London), regia di Kevin Allen (2004)
- Neverwas - La favola che non c'è (Neverwas), regia di Joshua Michael Stern (2005)
- Air Buddies - Cuccioli alla riscossa (Air Buddies), regia di Robert Vince (2006)
- 14 anni vergine (Full of It), regia di Christian Charles (2007)
- Supercuccioli sulla neve (Snow Buddies), regia di Robert Vince (2008)
- Dead Like Me - La vita dopo la morte (Dead Like Me: Life After Death), regia di Stephen Herek (2009)
- Reunion, regia di Alan Hruska (2009)
- Una notte con Beth Cooper (I Love You, Beth Cooper), regia di Chris Columbus (2009)
- Case 39, regia di Christian Alvart (2009)
- Jennifer's Body, regia di Karyn Kusama (2009)
- Tiger Eyes, regia di Lawrence Blume (2012)
- Baja, regia di Tony Vidal (2018)

### Televisione
- Max Headroom – serie TV, episodio 1x06 (1987)
- A Father's Homecoming, regia di R.W. Goodwin e Rick Wallace – film TV (1988)
- Bravo Dick (Newhart) – serie TV, episodio 7x09 (1989)
- Double Your Pleasure, regia di Paul Lynch – film TV (1989)
- Cin cin (Cheers) – serie TV, episodi 8x05-8x11 (1989)
- Booker – serie TV, episodio 1x13 (1990)
- Il cane di papà (Empty Nest) – serie TV, episodio 2x16 (1990)
- Teddy Z (The Famous Teddy Z) – serie TV, episodio 1x17 (1990)
- Agli ordini papà (Major Dad) – serie TV, episodio 2x13 (1991)
- The Hidden Room – serie TV, episodio 2x15 (1993)
- Bob – serie TV, 33 episodi (1992-1993)
- Dream On – serie TV, episodio 5x10 (1994)
- Hope & Gloria – serie TV, 35 episodi (1995-1996)
- Dalla Terra alla Luna (From the Earth to the Moon) – miniserie TV, 1 puntata (1998)
- Ally McBeal – serie TV, episodio 1x22 (1998)
- Oh Baby – serie TV, 44 episodi (1998-2000)
- Dead Like Me – serie TV, 28 episodi (2003-2004)
- Six Feet Under – serie TV, episodio 5x07 (2005)
- Innocenti omicidi (A Little Thing Called Murder), regia di Richard Benjamin – film TV (2006)
- The L Word – serie TV, episodi 3x01-3x02-3x08 (2006)
- Detective Monk (Monk) – serie TV, episodio 5x06 (2006)
- La vita secondo Jim (According to Jim) – serie TV, 4 episodi (2003-2007)
- Men in Trees - Segnali d'amore (Men in Trees) – serie TV, 27 episodi (2006-2008)
- La vigilia per farli conoscere (Will You Merry Me?), regia di Nisha Ganatra – film TV (2008)
- Surviving Suburbia – serie TV, 13 episodi (2009)
- Grey's Anatomy – serie TV, episodio 6x11 (2010)
- Life Unexpected – serie TV, 5 episodi (2010)
- Off the Map – serie TV, episodio 1x12 (2011)
- Chaos – serie TV, episodio 1x09 (2011)
- Private Practice – serie TV, episodio 5x05 (2011)
- The Soul Man – serie TV, episodio 1x09 (2012)
- Little Horribles – serie TV, episodi 1x06-1x07 (2013)
- Scandal – serie TV, episodio 3x03 (2013)
- Il seme della follia (Killing Daddy), regia di Curtis Crawford – film TV (2014)
- Kingdom – serie TV, episodio 1x06 (2014)
- Sleepy Hollow – serie TV, episodio 2x09 (2014)
- Your Family or Mine – serie TV, 5 episodi (2015)
- Tim and Eric's Bedtime Stories – serie TV, episodio 1x09 (2015)
- Loosely Exactly Nicole – serie TV, episodio 1x08 (2016)
- Famous in Love – serie TV, episodio 1x02 (2017)
- Supergirl – serie TV, episodio 3x18 (2018)
- Le regole del delitto perfetto (How to Get Away with Murder) – serie TV, 5 episodi (2018-2020)
- The Good Doctor – serie TV, episodio 4x17 (2021)

## Doppiatrici italiane
Nelle versioni in italiano dei suoi lavori, Cynthia Stevenson è stata doppiata da:
- Monica Gravina in Happiness - Felicità, Air Buddies - Cuccioli alla riscossa, Supercuccioli sulla neve
- Liliana Sorrentino in Agente Cody Banks, Le regole del delitto perfetto
- Pinella Dragani in Dead Like Me
- Alessandra Korompay ne La vita secondo Jim
- Roberta Greganti in 14 anni vergine
- Cinzia Villari in Una notte con Beth Cooper
- Laura Boccanera in Case 39
- Michela Alborghetti in Grey's Anatomy
- Valeria Perilli in Private Practice
- Sonia Mazza in Scandal
- Antonella Rinaldi ne Il seme della follia